# Сприйняття глибини
Глибина сприйняття є візуальною здатністю сприймати світ у трьох вимірах (3D) та відчувати відстань до об'єкту. Відчуття глибини — відповідний термін для тварин, бо тварини можуть відчути відстань до об'єкта (через їх здатність рухатися точно, на однаковій відстані від іншого рухомого тіла), то ж невідомо, чи «сприймають» вони рух у тому ж суб'єктивному вигляді, що і люди.
Сприйняття глибини виникає з різноманітних сигналів із глибини простору. Вони, зазвичай, поділяються на бінокулярні сигнали, які засновані на отриманні сенсорної інформації в трьох вимірах з обох очей і монокулярні сигнали, які можуть бути представлені лише в двох вимірах та спостерігатися лише одним оком. Бінокулярні сигнали відносяться до стереоочей зближення і поступаються глибиною від бінокулярного зору через експлуатацію паралакса. Монокулярні сигнали включають такі розміри: віддаленість від об'єкта, менші кути огляду, ніж при бінокулярному зорі, малі об'єкти і паралакс руху.

## Монокулярні сигнали
Монокулярні сигнали надають інформацію про глибину при перегляді сцени одним оком.

Зміна відстані за допомогою паралаксу.

Оптичний паралакс.

Коли спостерігач рухається, очевидно, що відносний рух декількох стаціонарних об'єктів на фоні каже про їх відносну відстань.
Рух паралаксаЯк відомо, інформація про напрямок та швидкість руху є паралаксом руху, отже вона може забезпечити абсолютну інформацію про глибину. Цей ефект добре видно при русі в автомобілі. Коли речі знаходяться неподалік, то вони швидко пролітають, в той час, як далекі об'єкти з'являються порівняно повільно. Деякі тварини, які не мають бінокулярного зору через природу їх очей, мають малі поля огляду, тому паралакс руху виражений більш явно, ніж у людини (наприклад, деякі види птахів різко рухають своїми головами, щоб домогтися паралаксу руху; білки також рухаються в ортогональних лініях до об'єкту, який їх зацікавив, для того, щоб зробити теж саме).
Глибина від рухуКоли об'єкт рухається в напрямку до спостерігача, проєкція об'єкта на сітківку ока розширюється за деякий період часу; це призводить до сприйняття руху об'єкта по лінії. Інша назва цього явища «глибина від оптичного розширення». Динамічна зміна дає стимул спостерігачеві не лише побачити як рухається об'єкт, але й сприйняти відстань до рухомого об'єкту. Таким чином, в цьому контексті, зміна відстані служить сигналом розміру. A пов'язана з цим явищем здатність зорової системи до обчислення часу виходу на зв'язок з об'єктом, що наближається; отже здатність оптичного розширення буде корисна в ситуаціях, починаючи від водіння автомобіля, закінчуючи грою в бейсбол. Проте, розрахунок часу виходу на зв'язок, строго кажучи, сприйняття швидкості, а не глибини.
Кінетичний ефект глибиниЯкщо стаціонарно жорсткий малюнок (наприклад, дротяний куб) поміщається поперед точкового джерела світла так, що його тінь падає на напівпрозорий екран, то спостерігач на іншій стороні екрану бачитиме двовимірну структуру ліній. Але, якщо куб обертається, зорова система буде витягувати інформацію, необхідну для сприйняття в третьому вимірі з рухів ліній, і куб буде видно. Це є прикладом кінетичного ефекту глибини. Ефект має місце, коли обертальний об'єкт є твердим (а не контурою фігурою), за умови, що за прогнозами тінь складається з ліній, які мають певні кути або кінцеві точки, і що ці лінії змінюються в довжину та орієнтацію при обертанні.
ПерспективаВластивість паралельних ліній сходитися на достатньо великій відстані (на нескінченності), дозволяє нам реконструювати відносну відстань двох частин об'єкта, або ландшафтні особливості. Прикладом може бути пряма дорога, дивлячись на яку, помічаємо, що дорога звужується по її ходу пролягання в нескінченність.
Відносний розмірЯкщо два об'єкти, як відомо, однакового розміру, (наприклад, два дерева), але їх абсолютна величина невідома, відносні сигнали розміру можуть надавати інформацію про відносні глибини двох об'єктів. Якщо один стягує більший кут зору на сітківці ока, ніж інший, то об'єкт, який стягує більший кут зору знаходиться ближче до спостерігача.
Знайомий розмірОскільки кут огляду об'єкта, що проектуються на сітківку зменшується з відстанню, то ця інформація може бути об'єднана з попереднім знанням про об'єкт, тому розмір визначає абсолютну глибину об'єкта. Наприклад, люди, зазвичай, знайомі з розміром середнього автомобіля. Ці попередні знання можуть бути об'єднані з інформацією про кут, який він стягує на сітківці ока, що визначає абсолютну глибину автомобіля в даній сцені.
Абсолютний розмірНавіть, якщо фактичний розмір об'єкта невідомий і існує тільки один видимий об'єкт, то менший об'єкт здається далі, ніж великий об'єкт, який стоїть в тому ж місці.
Повітряна перспективаЧерез розсіювання світла в атмосфері, об'єкти, які знаходяться на великій відстані мають більш низьку яскравість контрасту та низьку насиченість кольору. У зв'язку з цим, образи здаються туманними на великій відстані, а далі вони перетворюються в точки. У комп'ютерній графіці, це часто називають «відстань туману». Передній план має високу контрастність, а фон має низьку контрастність. Об'єкти, що відрізняються лише контрастністю, нa тлі здаються на різних глибинах. Колір віддалених об'єктів також зміщується в бік синьої частини спектра (наприклад, далекі гори). Деякі художники, особливо Сезанн, використовують «теплі» пігменти (червоний, жовтий та помаранчевий), щоб донести особливості до глядача, і «холодні» кольори (синій, фіолетовий та синьо-зелений), щоб вказати, що частина кривих знаходиться далеко від картинної площини.
РозміщенняЦе навколоруховий сигнал для сприйняття глибини. Коли ми намагаємося зосередитися на далекому об'єкті, циліарний м'яз розтягує кришталик ока, що робить його тоншим, і саме це змінює фокусну відстань ока. Кінестетичні відчуття скорочення і розслаблення циліарного м'яза (інтраокулярних м'язів) відправляються в зорову кору головного мозку, де це відчуття використовується для інтерпретації відстань/глибина. Розміщення ефективне лише для відстаней менше 2 метрів.
ОклюзіяОклюзії (також згадуються як інтерпозиції) відбуваються, коли будь-яка поверхня, яка знаходиться поблизу, перекривається поверхнею, яка знаходиться десь далі. Якщо об'єкт частково блокує вид іншого об'єкта, люди сприймають його як ближчий. Тим більше, ця інформація дозволяє спостерігачеві лише створити «рейтинг» відносної близькості. Монокулярні оклюзії складаються з текстури та геометрії об'єкта. Монокулярні оклюзії здатні зменшити затримку сприйняття глибини, як в натуральних та штучних подразниках.
Криволінійні перспективиНа зовнішніх екстремальних полях зору, паралельні лінії викривляються, як у фотографії, зробленої через об'єктив «риб'ячого ока». Цей ефект значно підвищує почуття присутності глядача в реальному, тривимірному просторі. (Класична перспектива не має можливості використання для цього так званого «спотворення», хоча насправді «спотворення» строго дотримується законів оптики і забезпечує абсолютно дійсну візуальну інформацію, так само, як класична перспектива робить це для частини поля зору, що знаходиться в межах його рамок).
Текстурний градієнтНа об'єктах, які знаходяться близько можна чітко побачити дрібні деталі, в той час як такі ж самі деталі не видно на дальніх відстанях. Це називається текстурою градієнта малого об'єкта. Наприклад, на довгій гравійній дорозі можна буде добре роздивитися форми, розмір та колір гравію, який лежить поруч із спостерігачем. Вдалечині, текстура дороги може не бути чітко диференційована.
Освітлення та затіненняСвітло падає на об'єкт та відбивається від його поверхні, а тіні, які кинуті об'єктами, забезпечують ефективний сигнал для мозку, для визначення форми об'єктів і їх положення в просторі.
Розмиття розфокусировкиРозмиття розфокусування зображення дуже широко використовується в фото і відео для створення враження глибини. Це може діяти як монокулярний сигнал навіть тоді, коли всі інші сигнали не будуть видалені. Це може внести свій вклад у сприйняття глибини в природних зображеннях сітківки ока, оскільки глибина фокуса людського ока обмежена. Крім того, існує кілька алгоритмів оцінки на основі глибини розфокусування та розмивання. Деякі стрибки павуків, як відомо, використовують зображення розфокусування на глибині судді.
ВисотаКоли об'єкт видно відносно до горизонту, ми схильні сприймати об'єкти, які ближче до горизонту як далі від нас, і об'єкти, які розташовані далі від горизонту, як ближче до нас.

## Бінокулярний сигнал

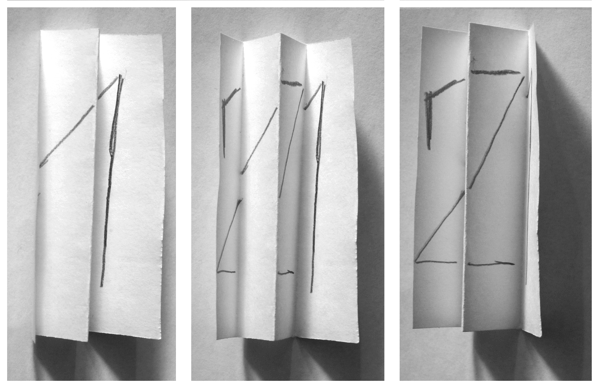
Найпростіша стереограма з двох ракурсів. При правильному розташуванні кожне око бачить свій ракурс.

Бінокулярний сигнал надає інформацію про глибину при перегляді сцени обома очима.
Стереоскопічна, або сітківкова бінокулярна невідповідність або бінокулярний паралаксТварини які мають очі, що розміщені фронтально, також використовують інформацію, отриману від іншої проєкції об'єктів на сітківку ока і по двом проєкціям судять глибину. При використанні двох зображень однієї і тієї ж сцени, отриманих під різними кутами, можна тріангулювати відстань до об'єкта з високим ступенем точності. У кожного виду очей трохи відрізняється кут видимого об'єкта з боку лівого та правого ока. Це відбувається через горизонтальний розділовий паралакс очей. Якщо об'єкт знаходиться далеко, невідповідність цього образу, падаючого на дві сітківки буде невеликим. Якщо об'єкт знаходиться близько чи поруч, розрив буде більшим. Тому люди думають, що вони сприймають глибину при перегляді автостереограм, 3-D фільмів і стереоскопічних фотографій.

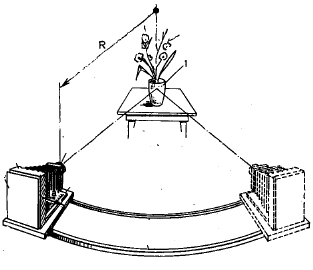
Зйомка тривимірного зображення за допомогою кодуючого растру.

КонвергенціяЦе бінокулярний окоруховий сигнал для сприйняття глибини/відстані. Це називається стереоскопічне зосередження двох очних яблук на один об'єкт. При цьому вони сходяться і відбувається конвергенція в м'язах очного яблука. З монокулярним проходженням сигналу, кінестетичні відчуття від цих м'язів очного яблука також допомагають в сприйнятті глибини/відстані. Кут сходження менше, коли око фіксується на об'єкти, які знаходяться далеко. Конвергенція ефективна на відстанях, які є меншими за 10 метрів.
Стереоскопічна тіньМедина Пуерта показав, що зображення на сітківці ока не мають невідповідності паралаксу, але з різними тінями зливаються стереоскопічно, додаючи сприйняття глибини до сцени, яка на даний момент відображається. Він назвав це явище «бінокулярна тінь». Тіні є важливими для стереоскопічного сигналу, а як наслідок і для сприйняття глибини.
З цих різних сигналів, лише конвергенція та знайомий розмір забезпечують абсолютну інформацію про відстань. Всі інші сигнали є відносними (тобто, вони можуть бути використані лише для вказівки, на об'єкти, які знаходяться ближче по відношенню до інших). Стереоскопічний сигнал є відносним, бо більша або менша розбіжність для довколишніх об'єктів може означати, що ці об'єкти відрізняються більш-менш по суті у відносній глибини або об'єкт, що досліджується, знаходиться ближче або далеко (чим далі сцена, тим менше невідповідність на сітківках ока вказує на ту чи іншу різницю глибини.)

## Роль у виживанні живих організмів
Більшість відкритих рівнин заселені рослиноїдними тваринами (особливо копитними), у яких відсутній бінокулярний зір. Це пов'язано з тим, що очі у даних тварин розташовані з обох боків голови, забезпечуючи огляд майже у 360°. Вид на горизонт дозволяє їм помітити наближення хижаків практично з будь-якого напрямку. Проте, більшість хижаків мають обидва ока у фронтальному положенні, що забезпечує їм бінокулярне сприйняття глибини та допомагає оцінювати відстань для стрибка або пікірування на здобич. Тварини, які багато часу проводять на деревах, використовують бінокулярний зір для того, щоб точно оцінювати відстань під час стрімкого переміщення з гілки на гілку.
Метт Картмілл — фізичний антрополог в Бостонському університеті, піддав критиці цю теорію, посилаючись на інші деревні породи, які відчувають нестачу бінокулярного зору, наприклад білки та деякі види птахів. Замість цього, він пропонує «Візуальну хижацьку гіпотезу», яка стверджує, що родові примати були комахоїдними хижаками, що нагадують довгопядів, з урахуванням того ж тиску відбору фронтального бачення, як інших хижих видів. Він також використовує цю гіпотезу для пояснення спеціалізації у приматів рук, як він передбачає, стали пристосовані для захоплення здобичі, як хижаки використовують кігті.

## У мистецтві
Фотографії захоплення перспективи є двовимірними зображеннями, які часто ілюструють ілюзію глибини. (Це відрізняється від картини тим, що в картині використовують фізичну матерію фарби, щоб створити реальну присутність опуклих форм і просторової глибини.) Стереоскоп і View-Master, а також 3D-фільми, використовують бінокулярний зір, змушуючи глядача бачити два зображення створених з різних позицій (точок зору). Чарльз Вітстон був першим, хто обговорив сприйняття глибини буття сигналом бінокулярної невідповідності. Він винайшов стереоскоп, який є інструментом з двох окулярів, і який відображає дві фотографії одного і того ж місця, прийнятого порівняно під різними кутами. Коли це спостерігається, окремо кожним оком, пари зображень індукують чітке відчуття глибини.
Навчені художники добре знають про різні методи, які зазначають просторову глибину (колір затінення, відстань протитуманні, перспективних і відносно розміру), і користуються ними, щоб зробити свої твори «реальними». Глядач відчуває, що можна було б досягти і захопити ніс в портреті Рембрандта або яблуко у Сезанна.
Кубізм був заснований на ідеї включення декількох точок зору в розписаний образ, неначе для імітації візуального досвіду фізично в присутності суб'єкта, і бачення його з різних точок зору. У «Високому кубізмі» експерименти Брака і Пікассо цікаві, але ще більш дивними є в візуальному плані. Трохи пізніше картини їх послідовників, таких як вид Роберта Делоне на Ейфелеву вежу, або Манхеттенські міські пейзажі Джона Маріна, запозичували вибухову незграбність кубізму та перебільшували традиційну ілюзію тривимірного простору. Через сто років після пригоди в стилі кубізму, вердикт історії мистецтва в тому, що найтонше і успішне використання декількох точок зору можна знайти в піонерському кінці роботи Сезанна, який як очікувалося, і надихнув перших кубістів. Пейзажі та натюрморти Сезанна запропонували власне високорозвинене сприйняття глибини художника. Водночас, як і інші постімпресіоністи, Сезанн дізнався від японського мистецтва значимість плоских (двовимірних) прямокутників самої картини; Хокусай і Хіросіге ігнорують, або навіть повертають назад лінійну перспективу і тим самим нагадують глядачеві те, що картина може бути тільки «істинною». І саме тоді він визнав істину своєї власної плоскої поверхні. На відміну від Європи «академічна» картина була присвячена Великій Брехні.

## Захворювання і сприйняття глибини
Очні захворювання, такі як амбліопія, гіпоплазія зорового нерва і косоокість можуть знизити сприйняття глибини.
Оскільки (за визначенням) бінокулярне сприйняття глибини вимагає наявність двох функціонуючих очей, то тільки з одним функціонуючим оком ми вже не матимемо бінокулярного сприйняття глибини.